# Spelobia palmata
Spelobia palmata är en tvåvingeart som först beskrevs av Richards 1927.  Spelobia palmata ingår i släktet Spelobia, och familjen hoppflugor. Arten är reproducerande i Sverige.